# وكالة أنباء هاوار
وكالة أنباء هاوار هي وكالة أنباء كردية تأسست في سوريا خلال الحرب الأهلية السورية وارتبطت بقوات سوريا الديمقراطية. بدأت الوكالة عملها كخدمة إخبارية ناطقة باللغة العربية فقط.

## لمحة تاريخية
سجُّل اسم النطاق الخاص بموقع وكالة أنباء هاوار على شبكة الإنترنت لأول مرة في أغسطس (آب) 2012، وظلّت هوية مؤسسي الوكالة غير مُعلنة لسنوات قبل أن يكشف حزب الاتحاد الديمقراطي السوري عن كون الوكالة تابعة له.

## تقييم المصداقية
احتلت وكالة أنباء هاوار المرتبة 1780 وفقًا لتصنيف شبكة مسبار المُتخصّصة في رصد وتقييم مدى مصداقية الخدمات الإعلامية والمواقع الإخبارية، والذي منح الوكالة التقييم «أ» من حيث مستوى الصدقيّة، بعد أن رصد الموقع في يونيو (حزيران) 2022 نشر الوكالة لصورة وحيدة مُضلّلة لا تتطابق مع الخبر المنشور عن الهجوم الذي تعرضت له حافلة عسكرية تابعة للجيش السوري في محافظة الرقة السورية إذ كانت الصورة المرفقة بالخبر تخص هجوم سابق.

## الحظر في تركيا
كانت وكالة أنباء هاوار واحدة من بين عدة وكالات أنباء ومواقع إخبارية حجبتها هيئة تنظيم الاتصالات التركية وقيدت الوصول إلىها داخل تركيا في يوليو (تموز) 2015 في أعقاب انتهاء عملية السلام الكردية التركية زاعمة أن قرارات الحجب وتقييد الوصول كانت بدافع مكافحة الإرهاب. شملت قرارات الحجب عددًا من وكالات الأنباء والمواقع الإخبارية الكردية أو اليسارية التي يقع مقرها سواء داخل أو خارج الأراضي التركية، وكان من بينها أيضًا شبكة رووداو الإعلامية، ووكالة أنباء دجلة، ووكالة أوزجور جونديم.